# Podarcis filfolensis
La lagartija filfola o lagartija roquera maltesa (Podarcis filfolensis) es una especie de lagarto de la familia Lacertidae. Se encuentra en Italia (en las Islas Pelagias) y en el archipiélago de Malta. Sus hábitats naturales son la vegetación arbustiva de tipo mediterráneo, las zonas rocosas, las costas rocosas, las tierras de cultivo, los pastizales y los jardines rurales.

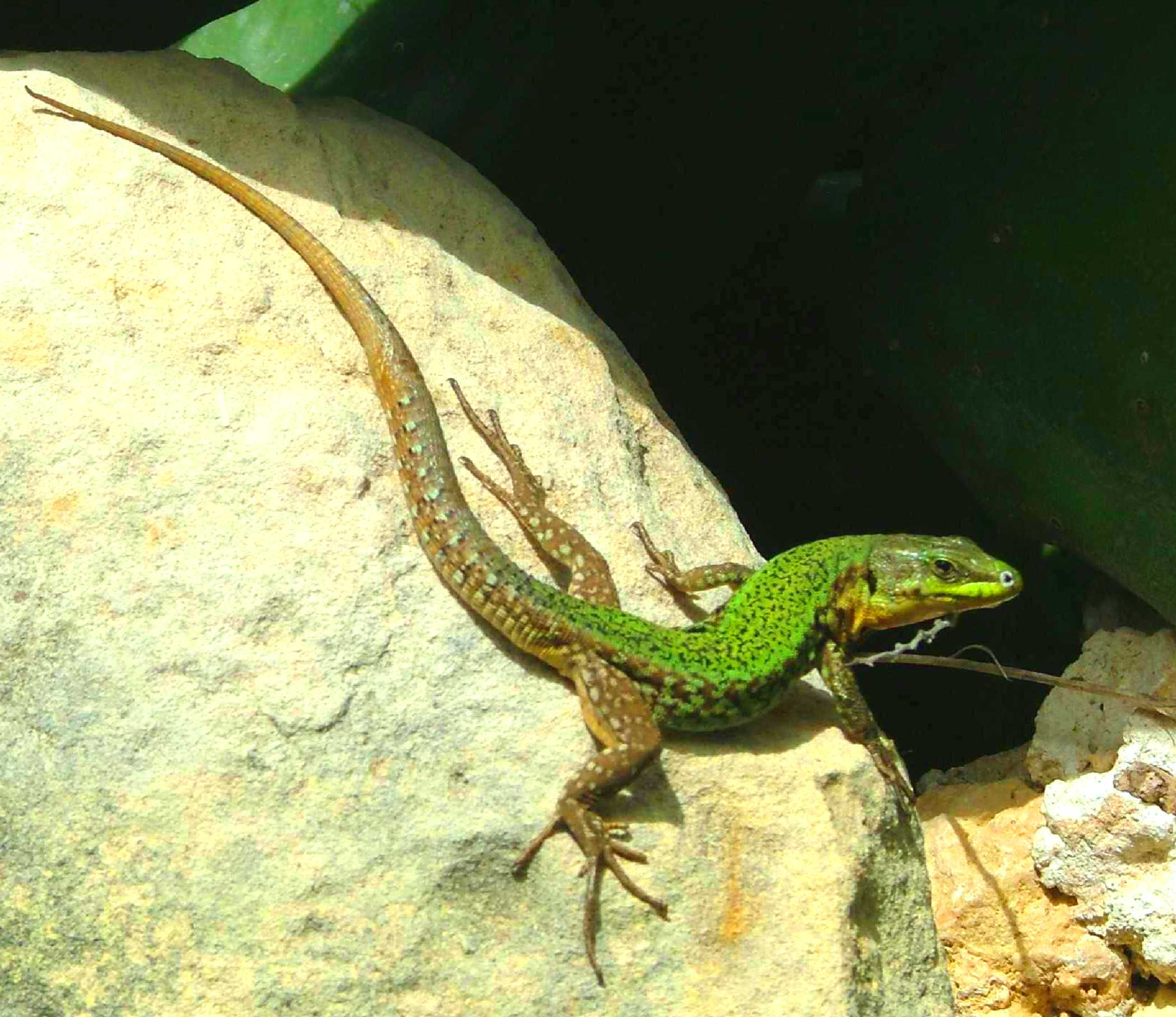
Podarcis filfolensis ssp. maltensis macho de Gozo

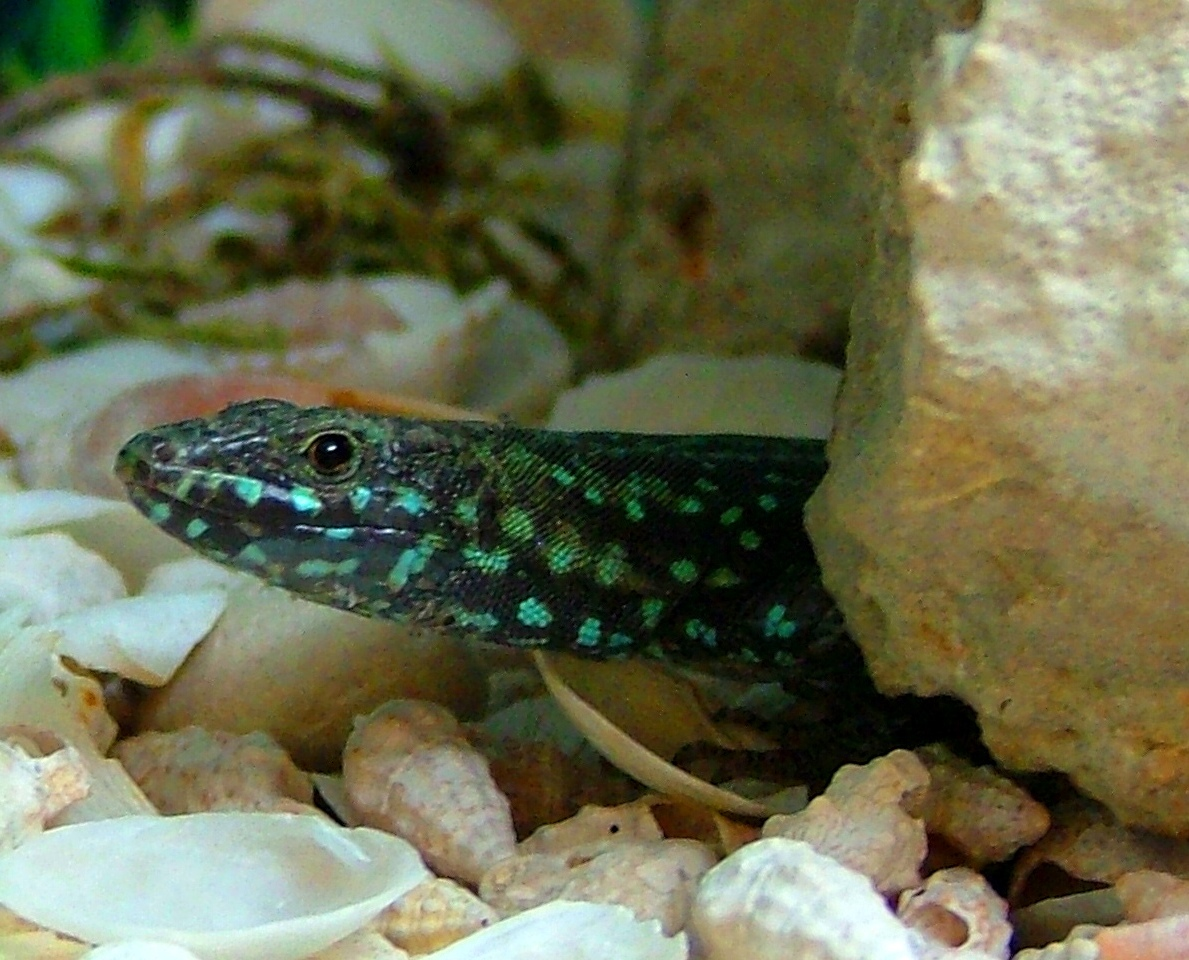
Podarcis filfolensis ssp. filfolensis hembra

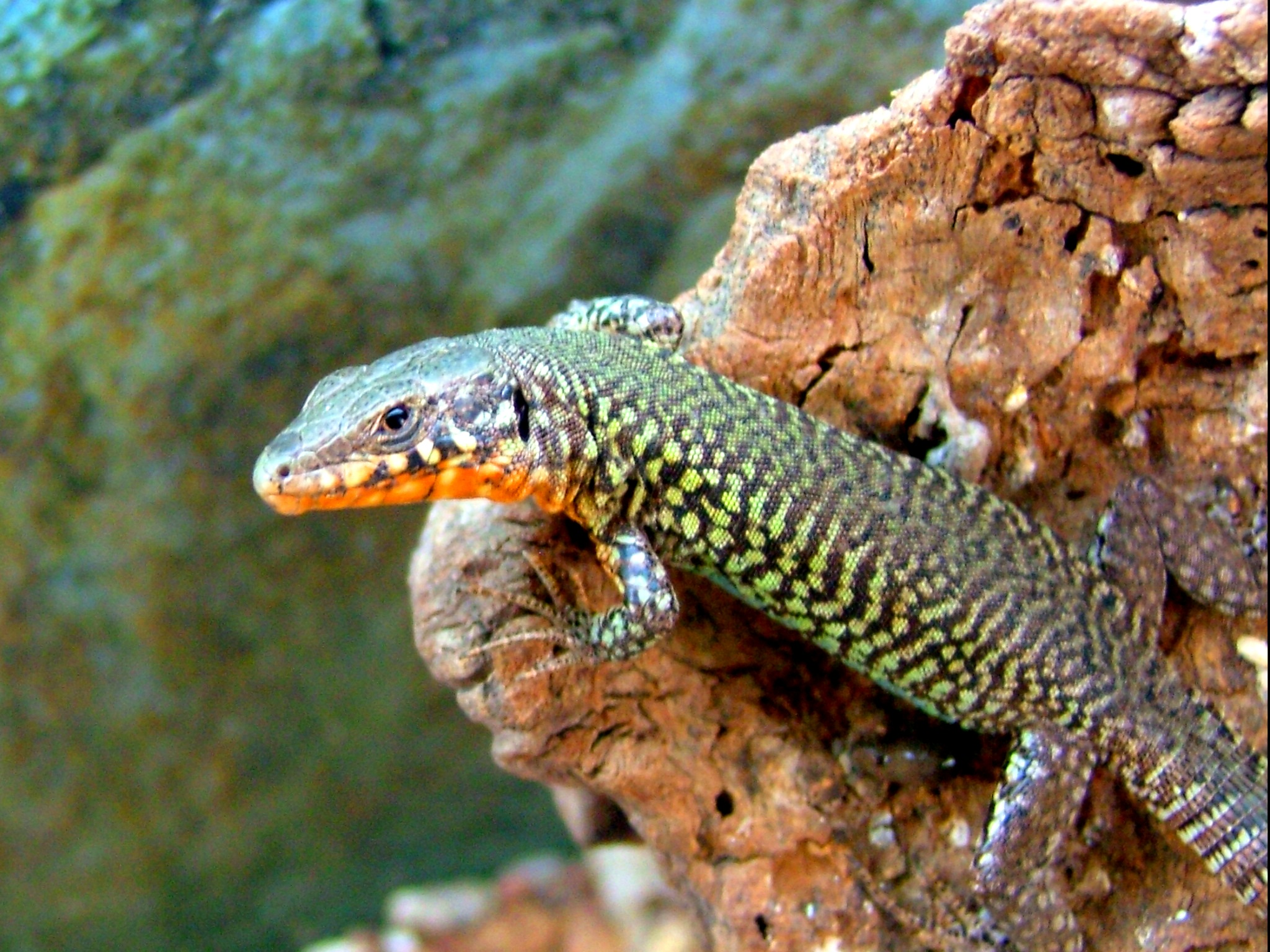
Podarcis filfolensis ssp. kieselbachi macho

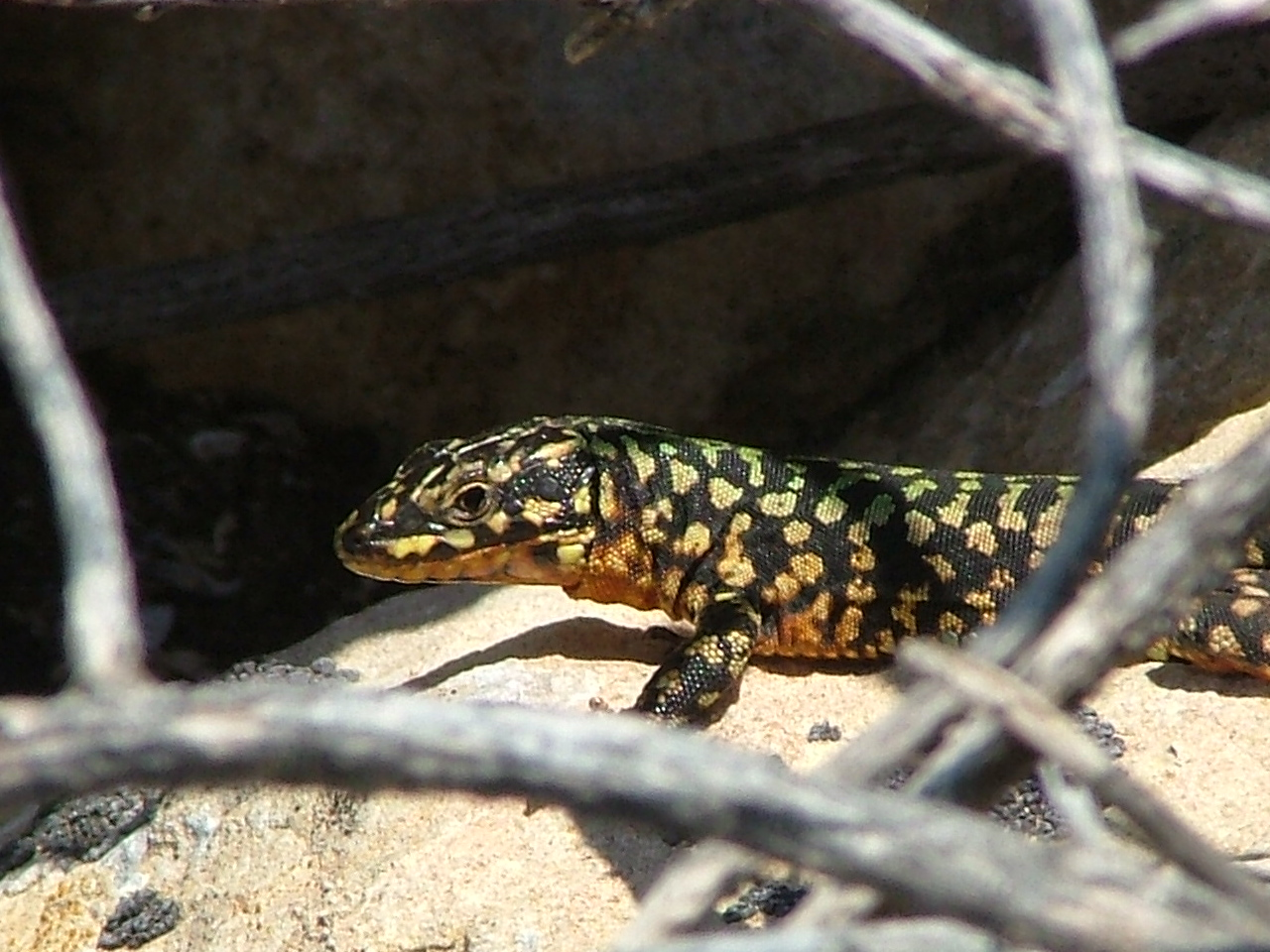
Podarcis filfolensis ssp. generalensis macho

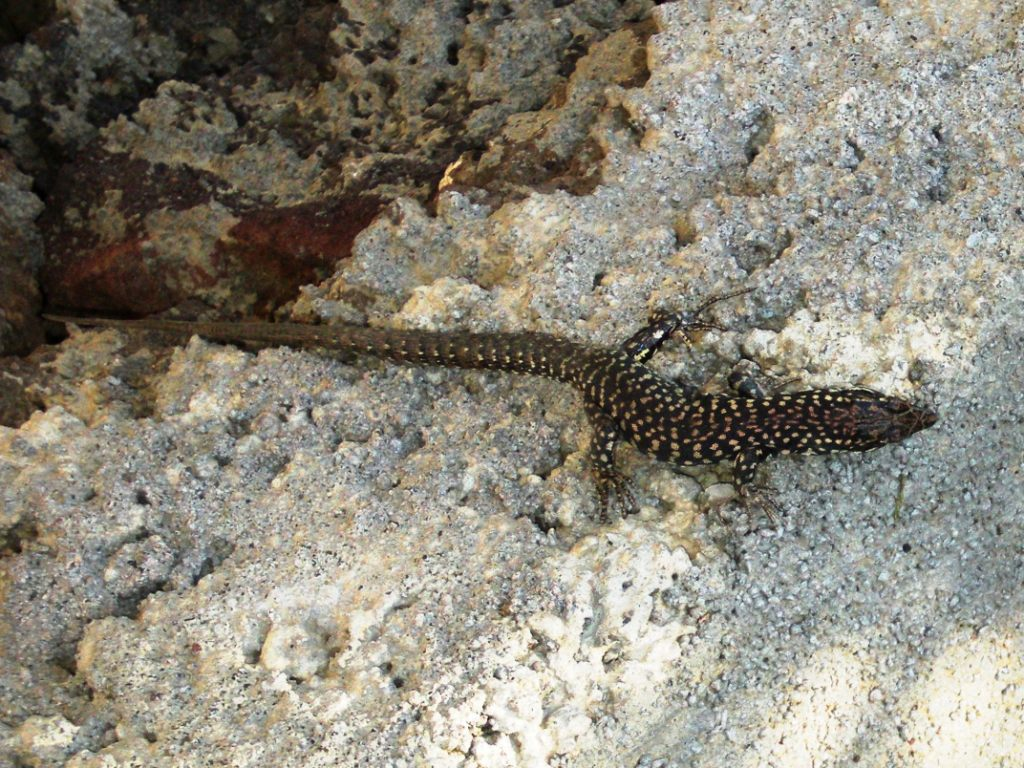
Podarcis filfolensis ssp. laurentimulleri

## Descripción y comportamiento
A diferencia de los machos, que presentan colores brillantes, las crías y las hembras presentan una coloración algo apagada (marrón). La lagartija maltesa suele alimentarse de pequeños insectos como hormigas o termitas.
Los machos muestran un comportamiento territorial. Cuando otros machos entran en su territorio, se inflan y levantan la cabeza. Observan un comportamiento similar cuando atraen a las hembras. El apareamiento tiene lugar en primavera. Ponen uno o dos huevos poco después, que finalmente eclosionan entre junio y mediados de agosto.

## Taxonomía

### Subespecies en Malta
En las islas de Malta, existen cuatro subespecies de la lagartija maltesa, todas endémicas.
- Podarcis filfolensis ssp. maltensis. Esta subespecie se encuentra en las tres islas principales: Malta, Gozo y Comino. Normalmente es verdosa y, en ocasiones, moteada.[2]

- Podarcis filfolensis ssp. filfolensis. Esta subespecie es endémica del islote de Filfla, frente a la costa de Malta. Es la más grande de las cuatro subespecies y es negruzca con manchas azuladas.[2]

- Podarcis filfolensis ssp. kieselbachi. Esta subespecie es endémica de Selmunett, también conocida como las Islas de San Pablo. Su coloración varía considerablemente, por ejemplo, marrón, gris, etc., con el vientre anaranjado y pequeñas manchas negras. La población se extinguió en 2005.[2]

- Podarcis filfolensis ssp. generalensis. Esta subespecie es endémica de Fungus Rock (costa oeste de Gozo). Presenta el vientre rojizo y flancos de color azul.[2]

### Otras subespecies
Se cree que existe una quinta subespecie en la isla de Cominotto/Kemunett y otra subespecie, Podarcis filfolensis ssp. laurentimulleri, se encuentra en las islas italianas de Linosa y Lampione.